# Cyrtandra pedicellata
Cyrtandra pedicellata är en tvåhjärtbladig växtart som beskrevs av Brian Laurence Burtt. Cyrtandra pedicellata ingår i släktet Cyrtandra och familjen Gesneriaceae. Inga underarter finns listade i Catalogue of Life.